# Cucut alacurt
El Cucut alacurt (Cuculus micropterus) és una espècie d'ocell de la família dels cucúlids (Cuculidae) que habita boscos del nord-est del Pakistan, nord i est de l'Índia, Bangladesh, est de la Xina, sud-est de Sibèria, illes Andaman i Nicobar, Indoxina, Sumatra, Java i Borneo.